# Албанизация
Албаниза́ция (алб. Shqiptarizimi) — один из видов языковой и этнокультурной ассимиляции, представляющий собой процесс перехода неалбанского населения на албанский язык или принятия албанского этнического самосознания. Албанизация в разное время отмечалась прежде всего в Албании, в Сербии (Косове и Метохии), а также в некоторых регионах Северной Македонии.

## В Косове и Метохии
После поражения сербов на Косовом Поле в 1389 году от войск Османской империи Сербия потеряла часть своих земель, а впоследствии утратила и независимость. Результатом этого стало усиление миграционных процессов на территории, населённой сербами, в том числе и в Косове и Метохии. Сербы переселялись либо в северные области за Дунай и Саву, либо в более безопасные горные районы. Земли на равнинах, опустевшие после оттока сербов, занимали представители других народов. Так, в долинах Косова стали расселяться албанцы, отчасти турки и влахи. Началом массового притока албанцев в край стал рубеж XVII—XVIII веков. Процесс албанизации сербского населения начался в XVIII веке — во многом ему способствовал продолжительный период проживания албанцев и сербов в тесном соседстве, при котором оба народа сблизились в культурном отношении, а этнические и межконфессиональные границы между ними стали размываться. Процесс албанизации славян в Косове и Метохии тесно связан с процессом исламизации. Славяне, принимавшие ислам, ассимилировались албанцами быстрее. В свою очередь албанизации интенсивнее подвергались небольшие по численности группы славян-мусульман, в то время как в крупных группах процессы ассимиляции практически не наблюдались. Так, до настоящего времени не приняли албанского этнического самосознания и сохранили южнославянские говоры относительно крупные группы горанцев и отчасти средчан (жуплян) в Южной Метохии. Албанизации подвергались не только сербы — в доминирующий по численности албанский этнос переходили также турки, цыгане, черкесы.
На государственном уровне процесс албанизации в Косове начался во время Второй мировой войны, когда регион Косово и Метохия стал частью Великой Албании под итальянской оккупацией, и продолжился после войны в рамках автономного края Косово, в котором албанцы составляли большинство населения. Прежде всего он коснулся мусульман неалбанского происхождения. Так, например, неоднократно предпринимались попытки ввести обучение на албанском языке для всех неалбанских мусульманских групп. Первый раз оно было организовано в крае в 1946 году, но впоследствии его заменили обучением на сербском. Очередные попытки ввести обучение на албанском были отмечены в 1980-е годы и после 1999 года. Власти края Косово и Метохия неоднократно пытались приписывать славян-мусульман к албанской национальности и заменять их фамилии по албанской ономастической модели.
Процесс албанизации в Косово охватывал целые регионы, так, например, было албанизировано всё славянско-мусульманское население области Ополье к югу от Призрена.
Частично влились в состав албанского этноса черногорцы-мусульмане, переселившиеся в Косово в основном после Второй мировой войны.
Примером незавершённого процесса албанизации может служить этническая группа рафчан — мусульмане населённого пункта Ораховац (южная Метохия, область Подрима), языковая принадлежность которой славянская, а этническое самосознание — албанское.

## В Албании
На территории Албании албанизации подвергалось греческое этническое меньшинство (в области Северный Эпир).

## В Северной Македонии
Процессы албанизации отчасти затрагивают и неалбанское население в западных районах Северной Македонии, прежде всего торбешей (мусульман-македонцев). В частности, это обусловлено тем, что в силу исторических причин конфессиональное противопоставление имеет здесь большее значение, чем этническое.